# エビソル
株式会社エビソルは、東京都渋谷区に本社を置き、O2O(オンライン・ツー・オフライン)サービス、予約システムを活用した店舗の集客支援を行う日本の企業。

## 事業内容
- ebica予約台帳
iPadとPCから利用可能な、飲食店向けの予約台帳を提供する事業。